# Спацијализам (књижевност)
Спацијализам (фр. le spatialisme) – просторна поезија.
Овај неоавангарди правац настао је у француској књижевности почетком шездесетих година. Књижевници окупљени око часописа Les lettres, у Паризу, у почетку су прихватили начела конкретне поезије да би касније песник и теоретичар Пјер Гарније (Pierre Garnier, 1928—2014) формулисао и теоретски образложио нови књижевни правац назвавши га спацијализам.
Основни нагласак у спацијалној песми је на простору и распореду елемената (речи и знакова) у том простору. Према Гарнијеу у спацијалној поезији долази до објективизације песме изменом њене структуре и смештањем у простор.